# Ветошкино (Гагинский район)
Ветошкино — село в Гагинском районе Нижегородской области, административный центр Ветошкинского сельсовета.
Село располагается на правом берегу реки Пьяны.
В Ветошкино действует средняя школа и амбулатория, реставрируется церковь и усадьба В. А. Пашкова XIX века. Усадебный дом в английском духе (1890-е, архитектор П. С. Бойцов) очень близок по архитектуре дому в усадьбе Крёкшино Наро-Фоминского района Московской области, тоже принадлежавшей В. А. Пашкову.

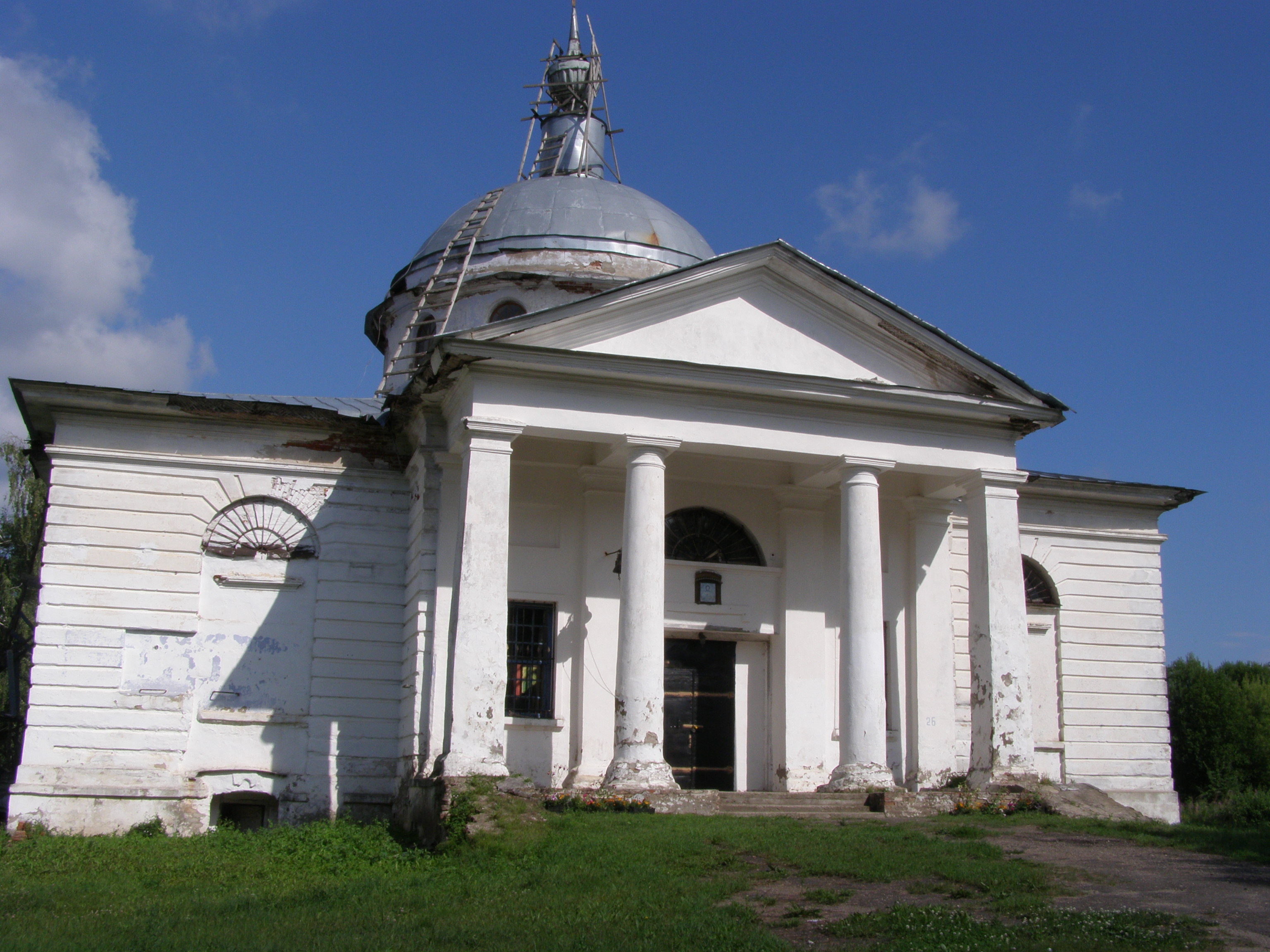
Церковь Усекновения главы Иоанна Предтечи.